# Amathillopsis pacifica
Amathillopsis pacifica är en kräftdjursart. Amathillopsis pacifica ingår i släktet Amathillopsis och familjen Amathillopsidae. Inga underarter finns listade i Catalogue of Life.